# Stick Around For Joy
Stick Around For Joy es el tercer álbum de la banda de rock islandesa The Sugarcubes. Salió a la venta en febrero de 1992.

## Lista de canciones
1. Gold (3:39)
2. Hit (3:56)
3. Leash Called Love (3:42)
4. Lucky Night (4:03)
5. Happy Nurse (3:36)
6. I'm Hungry (4:33)
7. Walkabout (3:48)
8. Hetero Scum (3:07)
9. Vitamin (3:40)
10. Chihuahua (3:29)

## Sencillos
- Hit
- Walkabout
- Vitamin
- Leash Called Love

- Datos: Q384683